# Поларис (круизное судно)
Поларис (ранее Viking Polaris, Brand Polaris и Shearwater, построен как Disko) — российское пятипалубное малое круизное судно ледового класса A для совершения круизов в полярных регионах. Построено на верфи Svendborg Skibsværft в Свендборге в Дании и передано заказчику в апреле 1968 года. Порт приписки — Мурманск.

## История судна
Киль судна под строительным номером 122 был заложен на датской верфи Svendborg Skibsværft в Свендборге. Построенный 16 апреля 1968 года паром был передан в Гренландию для осуществления круизных рейсов и пассажирских перевозок, поставлен под гренландский флаг, портом приписки — Маниитсок и совершал рейсы вокруг острова. В 1999 году был возвращён в Данию, поставлен под датский флаг, порт приписки — Наксков. С 1 декабря 1999 был переклассифицирован в круизное судно. В 2000 году был продан в Scandinavian Cruise Line, где был переименован в Shearwater под багамским флагом и переоборудован на датской верфи. До продажи в Мурманское морское пароходство, ещё дважды менял название: Brand Polaris и Viking Polaris и был переоборудован в Таллине. В 2004 году на судне временно поднимался флаг государства Сент-Винсент и Гренадины.
Судно совершало круизы из Мурманска по Белому морю и Баренцевому морю в Гренландию, Исландию, в Архангельск, на Соловецкие острова, Шпицберген, Землю Франца-Иосифа и остров Вайгач.  В 2013 году "Поларис" был приобретен правительством Сахалинской области за 118 млн. рублей и передан в аренду перевозчику – ЗАО «Морская компания «Сахалин – Курилы», однако, в виду плачевного состояния судна бороздить просторы Тихого океана ему пришлось не долго. В 2017 году у "Полариса" окончательно  вышел из строя главный двигатель. Транспорт был отбуксирован в Пусан, где и будет находиться на хранении до декабря 2017 года. 

## На борту
В распоряжении туристов 39 комфортабельных одно- и двухместных кают нескольких категорий, ресторан, два бара, библиотека, конференц-зал, солярий, сауна, бассейн.   